# Velika Daljegošta
Velika Daljegošta je naselje u općini Srebrenica, Republika Srpska, BiH. Administrativno je u sastavu MZ Kostolomci
zajedno s naseljima Kostolomci, Božići i Mala Daljegošta. Velika Daljegošta se sastoji iz dva dijela, Daljegošta-centar i Rijeka. Udaljena je tri kilometra od obale rijeke Drine i preko trideset od općinskog središta Srebrenice. U selu je postojala džamija, srušena 16. svibnja 1992. godine. Ponovo je obnovljena i svečano otvorena 2. kolovoza 2014. godine na dan kad je i prethodna otvorena 1969. godine. 

## Stanovništvo
Nacionalni sastav stanovništva 1991. godine, bio je sljedeći:Bošnjaci 321,ostali 2.
ukupno: 323 od čega Bošnjaci 321,ostali 2.
- Bošnjaci - 321
- ostali, neopredijeljeni i nepoznato - 2